# Swing！！
《Swing！！》（日语：すいんぐ！！）是佐倉おりこ創作的日本漫畫。發表於實業之日本社網路漫畫網站。故事描述想要加入社團卻都以失敗告終的女高中生遙香因為偶然遇到學姐冬姬勸說而加入高爾夫球社後故事。2018年9月發售廣播劇CD。
漫畫入圍2022年電子漫畫大賞（電子漫畫大獎）（みんなが選ぶ!!電子コミック大賞）男性部門提名名單。

## 登場人物
宮里遙香（聲：加隈亞衣）
高爾夫社社員。非常喜歡甜的點心和遊戲。
岡本夏陽（聲：小松未可子）
高爾夫社社員。樋口楓兒時玩伴。被各種運動社團發掘。喜歡能把球打得很遠的開球桿。
樋口楓（聲：高田憂希）
高爾夫社社員。岡本夏陽兒時玩伴。
橫峰冬姬（聲：金元壽子）
高爾夫社社長。
古閒曆（聲：石見舞菜香）
遙香就讀班級的班導。與橫峰冬姬的母親橫峰舞冬是朋友。

## 出版書籍
| 冊數 | 實業之日本社  | 實業之日本社           |
| 冊數 | 發售日期      | ISBN                   |
| ---- | ------------- | ---------------------- |
| 1    | 2020年6月19日 | ISBN 978-4-408-41565-9 |
| 2    | 2020年8月21日 | ISBN 978-4-408-41575-8 |
| 3    | 2021年9月10日 | ISBN 978-4-408-64030-3 |
| 4    | 2022年8月18日 | ISBN 978-4-408-64064-8 |
| 5    | 2023年9月21日 | ISBN 978-4-408-64105-8 |